# بخش گرانویل (شهرستان مرسر، اوهایو)
بخش گرانویل (به انگلیسی: Granville Township) یک منطقهٔ مسکونی در ایالات متحده آمریکا است که در شهرستان مرسر، اوهایو واقع شده‌است.
 بخش گرانویل ۱۰۱٫۵ کیلومتر مربع مساحت و ۵٬۶۶۲ نفر جمعیت دارد و ۳۰۴ متر بالاتر از سطح دریا واقع شده‌است.